# 엘젠
엘젠(Elgen Co. Ltd.)은 AI 챗봇 기술을 개발하는 기업이다. 과거 엘젠아이씨티로 불리었다.

## 제품
대구광역시 민원 상담 AI챗봇 '뚜봇', 스마트 키오스크, i-AICC', 'i-SMART K', 'AI Note' 'v-chat GPT'

## 상장
KB증권을 주관사로 2025년 9월을 목표로 상장을 준비중이다.

## 참고문헌
1. ↑  조한웅, 인공지능 전문기업 엘젠, 새 CFO에 조찬원 부사장 발탁, 뉴스핌, 2023년08월07일
2. ↑  이인아, AI 전문기업 엘젠, KB증권과 상장 주관사 계약 체결, 2023.12.14
3. ↑  방은주, 엘젠 "국내 첫 챗봇 기업···글로벌 기업도 우리 음성엔진 사용", 지디넷코리아, 2023/06/21